# Brenda Castillo
Brenda Castillo (Bajos de Haina, 5 de junho de 1992) é uma jogadora de voleibol da República Dominicana que atua como líbero que foi a melhor em sua posição na edição na Olimpíada de Londres em 2012.

## Carreira
Representando a seleção dominicana na Copa Pan-Americana de 2007 em Colima, edição na qual conquistou a medalha de bronze, não estava inscrita como líbero, conquistou em 2008 a medalha de prata na edição da Copa Final Four realizada em Fortaleza, o terceiro lugar na edição de 2009 em Lima, conquistando nesta competição a medalha de ouro na edição de 2008 sediada em Tijuana e Mexicali na qual foi nomeada a "Estrela em Ascensão".
Atuando pelo San Cristóbal conquistou o título da Liga Dominicana de 2008 e foi um dos destaques sendo premiada como melhor líbero, melhor defensora e melhor receptora. Em 2009 representou seu país na Copa Pan-Americana, edição que foi sediada em Miami, quando conquistou o vice-campeonato e novamente premiada como a "Estrela em Ascensão" e também a seleção de base que participou da edição do Campeonato Mundial Juvenil sediado nas cidades mexicanas de Tijuana e Mexicali conquistando a medalha de prata e foi premiada com a melhor jogadora, melhor defesa, melhor recepção e melhor líbero do torneio, no mesmo ano integrou o elenco principal da seleção dominicana e participou da conquista da inédita medalha de ouro no Campeonato NORCECA de 2009 realizado em Bayamón e disputou a edição da Copa dos Campeões do Japão, alcançando a medalha de bronze.
Na temporada de 2010 pela seleção dominicana conquistou o bicampeonato da Copa Pan-Americana, evento ocorrido em Rosarito e Tijuana, ocasião que foi premiada como melhor líbero, melhor defesa e melhor recepção e conquistou a medalha de ouro na Copa Final Four de 2010 realizada em Mexicali.
Ela voltou a competir pela seleção de base na edição do Campeonato Mundial Juvenil de 2011 que foi organizada em  Lima e Trujillo
 terminando na quinta posição e na Copa Pan-Americana de 2011, sediada em Ciudad Juárez e Chihuahua sagrou-se vice-campeã e obteve os prêmios de melhor líbero e melhor defensora.
Ainda em 2011 disputou a edição do Campeonato NORCECA na cidade de Caguás, Porto Rico, além do vice-campeonato obteve os prêmios de melhor líbero, melhor defesa e melhor receptora. Foi contratada pelo time porto-riquenho Criollas de Caguas para disputar a Liga Superior de 2011 conquistando o título.
No ano de 2012 competiu em mais uma edição da Copa Pan-Americana disputada novamente em Ciudad Juárez e Chihuahua, mas nesta edição finalizou na quarta posição, mas individualmente premiada como melhor líbero, melhor defesa e melhor recepção. Disputou pela primeira vez os Jogos Olímpicos de Verão, realizados em Londres e finalizou na quinta posição, mas destacou-se nas estatísticas e foi eleita a melhor defensora e melhor líbero; ano que assinou com o clube azeri Rabita Baku e disputou a edição da Liga dos Campeões da Europa de 2012–13 com quem foi tricampeã consecutivamente da Liga A Azeri nas temporadas de 2012–13, 2013–14 e 2014–15, sendo a melhor líbero em todas conquistas, ainda sendo a melhor defesa na edição de 2014–15.
Pelo Rabita Baku conquistou a medalha de prata na edição da Liga dos Campeões da Europa de 2012–13 e o bronze na edição de 2013–14 cujas finais ocorreram em Baku e foi premiada como a melhor líbero. No ano de 2013 conquistou o vice-campeonato na edição do Campeonato NORCECA sediado em Omaha e disputou o primeiro Campeonato Mundial Sub-23 nas cidades de Tijuana e Mexicali, conquistando a medalha de prata e eleita a melhor líbero do campeonato. Pela seleção principal conquistou a medalha de bronze na edição dos Jogos Pan-Americanos de 2015 sediados em Toronto.
Pela seleção dominicana disputou novamente uma edição da Copa Pan-Americana em 2014, quando sediada nas cidades mexicanas da Cidade do México e Pachuca, conquistando a medalha de ouro e sendo premiada como a melhor jogadora, melhor líbero, melhor defensora e melhor receptora e ainda disputou o Campeonato Mundial de 2014 na Itália, finalizando na quinta colocação
Em 2015 conquistou o vice-campeonato na edição da Copa Pan-American em Lima e Callao, sendo novamente premiada como melhor líbero, melhor defensora e melhor receptora e competindo na edição do Campeonato NORCECA de 2015 em Michoacan conquistou o vice-campeonato, sendo premiada como melhor líbero e melhor defensora.
Na última temporada pelo Rabita Baku disputou a edição da Liga dos Campeões da Europa de 2014–15, mas não avançaram da fase de grupos e também disputaram a edição da Copa CEV de 2014–15 e terminou com o terceiro lugar. Na jornada esportiva seguinte foi contratada pelo Lokomotiv Baku pelo qual alcançou a oitava colocação na edição da Liga dos Campeões da Europa de 2015–16 e conquistou o terceiro lugar la Liga A Azeri correspondente e foi premiada como a melhor defensora.
Na edição de 2016 da Copa Pan-Americana outra vez defendeu a seleção dominicana, e desta vez em Santo Domingo conquistando o tetracampeonato e sendo premiada como melhor líbero, melhor defensora e melhor receptora; já na temporada 2016–17 foi contratada pelo Genter Vôlei Bauru e terminou na quinta posição na edição da Superliga Brasileira A e foi um dos destaques individuais na competição e foi premiada como a melhor defesa da edição. Na temporada de 2017 pela seleção dominicana conquistou o vice-campeonato na Copa Pan-Americana sediada nas cidades de Lima e Cañete e foi premiada como a melhor defensora da edição.
Em 2018 foi vice-campeã na edição da Copa Pan-Americana sediada em Santo Domingo e destacou-se individualmente como a melhor defensora e receptora, além de ser a melhor líbero e em seguida medalhista de ouro nos Jogos Centro-Americanos e do Caribe, realizados em Barranquilla, edição na qual foi eleita a melhor líbero e melhor defensora.

## Títulos e resultados
- Liga A Azeri: 2012–13,[2] 2013–14,[2] 2014–15[2] e 2015–16;
- Liga Superior de Porto Rico: 2011;[2]
- Liga A Dominicana: 2008;[2]
- Liga A Azeri: 2015–16;[36]
- Copa Pan-Americana: 2012.[15]

## Premiações individuais
- MVP do Campeonato NORCECA de 2023
- Melhor Líbero do Campeonato NORCECA de 2023
- Melhor Defesa do Campeonato NORCECA de 2023
- Melhor Receptora dos Jogos Centro-Americanos e do Caribe de 2023
- Melhor Líbero da Copa Pan-Americana de 2022
- Melhor Defensora da Copa Pan-Americana de 2022
- Melhor Receptora da Copa Pan-Americana de 2022
- Melhor Líbero da Copa Pan-Americana de 2021
- Melhor Defensora da Copa Pan-Americana de 2021
- Melhor Receptora da Copa Pan-Americana de 2021
- Melhor Líbero do Pré-Olímpico- NORCECA de 2020
- Melhor Recepção do Pré-Olímpico- NORCECA de 2020
- Melhor Defesa do Pré-Olímpico- NORCECA de 2020
- Melhor Líbero do Jogos Centro-Americanos e do Caribe de 2018[43]
- Melhor Defensora do Jogos Centro-Americanos e do Caribe de 2018[43]
- Melhor Líbero da Copa Pan-Americana de 2018[42]
- Melhor Defensora da Copa Pan-Americana de 2018[42]
- Melhor Receptora da Copa Pan-Americana de 2018[42]
- Melhor Defensora da Copa Pan-American de 2017[40]
- Melhor Defesa da Superliga Brasileira A 2016–17[39]
- Melhor Líbero da Copa Pan-Americana de 2016[37]
- Melhor Defensora da Copa Pan-Americana de 2016[37]
- Melhor Receptora da Copa Pan-Americana de 2016[37]
- Melhor Defensora da Liga A Azeri de 2015–16[36]
- Melhor Líbero do Campeonato NORCECA de 2015[32]
- Melhor Defesa do Campeonato NORCECA de 2015[32]
- Melhor Líbero da Copa Pan-Americana de 2015[31]
- Melhor Defensora da Copa Pan-Americana de 2015[31]
- Melhor Receptora da Copa Pan-Americana de 2015[31]
- Melhor Líbero da Liga A Azeri de 2014–15[21]
- Melhor Defesa da Liga A Azeri de 2014–15[21]
- MVP da Copa Pan-Americana de 2014[27]
- Melhor Líbero da Copa Pan-Americana de 2014[27]
- Melhor Defensora da Copa Pan-Americana de 2014[27]
- Melhor Receptora da Copa Pan-Americana de 2014[27]
- Melhor Líbero da Liga dos Campeões da Europa de 2013–14[24]
- Melhor Líbero da Liga A Azeri de 2013–14[20]
- Melhor Líbero do Campeonato Mundial Sub-23 de 2013[26]
- Melhor Líbero da Liga A Azeri de 2012–13[19]
- Melhor Líbero dos Jogos Olímpicos de Verão de 2012[17]
- Melhor Defesa dos Jogos Olímpicos de Verão de 2012[17]
- Melhor Líbero da Copa Pan-Americana de 2012[15]
- Melhor Defensora da Copa Pan-Americana de 2012[15]
- Melhor Receptora da Copa Pan-Americana de 2012[15]
- Melhor Líbero do Campeonato NORCECA de 2011[13]
- Melhor Defesa do Campeonato NORCECA de 2011[13]
- Melhor Receptora do Campeonato NORCECA de 2011[13]
- Melhor Líbero da Copa Pan-Americana de 2011[11]
- Melhor Defensora da Copa Pan-Americana de 2011[11]
- Melhor Líbero da Copa Pan-Americana de 2010[7]
- Melhor Receptora da Copa Pan-Americana de 2010[7]
- Melhor Defensora da Copa Pan-Americana de 2010[7]
- MVP do Campeonato Mundial Juvenil de 2009[6]
- Melhor Líbero do Campeonato Mundial Juvenil de 2009[6]
- Melhor Defensora do Campeonato Mundial Juvenil de 2009[6]
- Melhor Receptora do Campeonato Mundial Juvenil de 2009[6]
- Estrela em Ascensão da Copa Pan-Americana de 2009[5]
- Estrela em Ascensão da Copa Pan-Americana de 2008[3]
- Melhor Líbero da Liga Dominicana de 2008
- Melhor Defensora da Liga Dominicana de 2008
- Melhor Receptora da Liga Dominicana de 2008